# 모리야스 마도카
모리야스 마도카(일본어: 森保 まどか, MADOKA MORIYASU, 1997년 7월 26일 ~ )는 일본의 여성 아이돌 그룹 전 HKT48 팀KIV의 멤버이다.

## 작품

### 앨범
1. 私の中の私 (2020년 1월 29일)